# 飽田町
飽田町（あきたまち）は熊本県にあった町。飽託郡に属した。
1991年2月1日に同郡の河内町・北部町・天明町と同時に熊本市に編入され、これにより飽託郡が消滅した。旧飽田町全域は2012年4月1日に熊本市の政令指定都市移行に伴い南区の一部となった。

## 地理
熊本市の西南部に隣接していた。町域西部は有明海に面する。
- 河川：白川、除川、天明新川

## 歴史
- 1868年（明治元年） - 飽田郡畠口村が成立。
- 1874年（明治7年） - 以下のように村の合併が行われる。
  - 大保村、浜江村 → 並建村
  - 上白石村、妙実村、上大保村 → 会富村
  - 東正保村、西正保村、南正保村、拾三村 → 八分字村
- 1875年（明治8年） - 権藤村と五町新開村が合併し、護藤村が成立。
- 1889年（明治22年）4月1日 - 町村制施行により、以下の3村が合併により成立。
  - 八分字村 - 八分字村、今村、砂原村、孫代村、土河原村が合併。
  - 藤富村 - 護藤村、会富村が合併。
  - 浜田村 - 浜口村、牟田口村が合併。

並建村・白石村・畠口村は町村組合による行政（役場は並建村に置かれる）。
- 1896年（明治29年）4月1日 - 飽田郡と託麻郡が合併し飽託郡が発足。
- 1955年4月1日 - 飽託郡八分字村・藤富村・浜田村・並建村・白石村・畠口村が新設合併し、飽田村が発足。
- 1971年11月1日 - 町制施行。飽田町となる。
- 1991年2月1日 - 熊本市に編入され消滅。

## 地域

### 中学校
- 飽田町立飽田中学校

### 小学校
- 飽田町立飽田西小学校
- 飽田町立飽田東小学校
- 飽田町立飽田南小学校

## 産業

### 特産物
- 飽田長ナス

## 交通

### 鉄道
町内を鉄道路線は通っていない。最寄り駅は、JR九州鹿児島本線川尻駅。

### 道路
- 国道501号 （本町閉町当時は熊本県道7号大牟田熊本宇土線）
- 熊本県道227号並建熊本線
- 熊本県道229号畠口川尻停車場線

## 出身有名人
- 石川さゆり - 飽田村生まれ、飽田村立飽田東小学校（当時）に5年生まで在学。